# HC Csíkszereda
HC Csíkszereda (celým názvem: Hoki Club Csíkszereda; rumunsky: Hockey Club Miercurea Ciuc) byl rumunský klub ledního hokeje, který sídlil v Miercurea Ciuc v župě Harghita. Jednalo se o sportovní organizaci maďarské komunity ve městě. Založen byl v roce 2002. Zanikl v roce 2009 po finančních problémech. Klubové barvy jsou fialová a bílá.
Své domácí zápasy odehrával v hale Vakar Lajos s kapacitou 4 000 diváků.

## Získané trofeje
- Erste Liga ( 1× )
  - 2008/09

## Přehled ligové účasti
Zdroj:
- 2002–2009: Liga Națională de hochei (1. ligová úroveň v Rumunsku)
- 2008–2009: MOL Liga (mezinárodní soutěž)